# Daniela Schlegel-Friedrich
Daniela Schlegel-Friedrich (* 8. Mai 1967 in Püttlingen; gebürtig Daniela Schlegel) ist eine deutsche Politikerin (CDU). Seit der Direktwahl des Landrates im Jahre 2004 ist sie Landrätin des Landkreises Merzig-Wadern.

## Werdegang
Im Jahre 1986 absolvierte Schlegel-Friedrich das Abitur am Peter-Wust-Gymnasium (Merzig). Im gleichen Jahr wurde sie als Stipendiatin in das Institut für Begabtenförderung der Konrad-Adenauer-Stiftung aufgenommen. Sie studierte bis 1992 Betriebswirtschaftslehre an der Universität des Saarlandes. Ihre Studienschwerpunkte lagen in Personalmanagement, Organisation, Privat-/ Arbeits- und Steuerrecht. Sie wurde in selbigem Jahr Diplom-Kauffrau mit Prädikat.
Von 1991 bis 1993 war sie als freie Mitarbeiterin der Prisma Prof. Scholz GmbH tätig. Von 1992 bis 1993 war sie Assistentin am Lehrstuhl Scholz. Im gleichen Zeitraum war Schlegel-Friedrich Dozentin an der Akademie der Saarwirtschaft im Fach Personalmanagement. Von 1993 bis 1995 war sie Dozentin an der Akademie für Betriebs- und Unternehmensführung im Fach Personal. 1993 bis 1994 war sie wirtschaftspolitische Referentin der CDU-Landtagsfraktion im Landtag des Saarlandes. Im Oktober 1994 wurde sie als Abgeordnete in den Landtag gewählt.
Beim Regierungswechsel 1999 im Saarland wurde sie im Kabinett Müller I Staatssekretärin im Ministerium für Wirtschaft, weswegen sie ihr Landtagsmandat niederlegte; für sie rückte Günter Heinrich nach. Seit dem 1. Oktober 2004 ist sie direkt gewählte Landrätin des Landkreises Merzig-Wadern. Bei der Direktwahl des Landrates am 23. Oktober 2011 wurde Schlegel-Friedrich mit 70,19 % (23.654 Stimmen) der abgegebenen Stimmen im Amt bestätigt. Bei den Kommunalwahlen im Saarland 2019 setzte sie sich erneut durch, diesmal mit 62,6 % (33.478 Stimmen) gegen Stefan Krutten.

## Partei
- 1979–1982 Kreisvorstand Schüler Union
- 1984–1993 Ortsvorstand Junge Union Besseringen
- 1985–1987 Stellvertretende Vorsitzende JU-Stadtverband Merzig
- 1986–1991 Mitglied im Kreisvorstand der JU Merzig-Wadern
- 1988–1992 Schatzmeisterin im Landesvorstand der JU-Saar
- 1994–1998 stellvertretende Landesvorsitzende der JU-Saar
- seit 1995 stellvertretende Landesvorsitzende der CDU Saar
- seit 1993 Ortsvorstand CDU Besseringen
- 1994–2004 Mitglied im Ortsrat Besseringen
- 1999–2003 Vorsitzende der CDU Besseringen
- 1999–2004 Ortsvorsteherin von Besseringen
- 1994–1999 Abgeordnete des Saarländischen Landtages
- Vorsitzende des Ausschusses für Bildung, Kultur und Wissenschaft; Vorsitzende des Untersuchungsausschusses Studierendenwohnheime.

## Familie
Daniela Schlegel-Friedrich hat drei Kinder.

## Veröffentlichungen
- Scholz/Schlegel/Scholz: Personalmarketing im Mittelstand.